# Herb gminy Ostaszewo
Herb gminy Ostaszewo – symbol gminy Ostaszewo, ustanowiony 17 września 2009.

## Wygląd
Herb przedstawia na tarczy koloru zielonego z czarną obwódką o proporcjach wysokości do szerokości 7:6 złoty wiatrak ze srebrnymi skrzydłami, a pod nim srebrną linię falistą.